# Ułanowice
Ułanowice – wieś w Polsce położona w województwie świętokrzyskim, w powiecie sandomierskim, w gminie Klimontów.
Parafia Olbierzowice.
Część wsi położona wzdłuż bezimiennego dopływu Koprzywianki jest na planowanym obszarze Natura 2000 – Ostoja Żyznów.

## Historia
Wieś w 1418 r. była własnością Stefana de Vlanouicze. O wsi pod nazwą „Wlyanowicze” wspominał również Jan Długosz w Liber beneficiorum dioecesis Cracoviensis napisanej w latach 1470–1480 (tom II, s. 347). Wieś w tym czasie była własnością szlachcica herbu Syrokomla z której płacił dziesięcinę plebanowi w Olbierzowicach. Długosz pisze, że we wsi byli również chłopi mający łany kmiece oraz zagrodnicy. Istniała również karczma.
Według regestru poborowego z 1578 roku z wsi „Ulanowicze” podatki płacili:
- Fryderyk Mozgawa za 2 osadników, 1 łanu, 3 zagrodników z rolą, 2 komorników;
- Jan Mozgawa za 1 osadnika, 1/2 łanu, 5 zagrodników z rolą, 2 komorników;
- Ulanowscy zwani Tuczkowie za 1/2 łana;
- J. Ulanowski Gembka za 1/2 łana oraz 1 biednego.

Od połowy XVI wieku do początków XVII wieku wieś znajdowała się w rękach arian.
W 1629 roku podatki z wsi płacili:
- Stanisław Mroczek za 0,5 łana 8 złotych polskich i 4 grosze,
- Jan Ułanowski za 0,5 łana 1 złoty polski i 8 groszy[7].

W 1741 jako właściciel Ułanowic wymieniany jest cześnik dobrzyński Andrzej Krzesimowski..
W okresie Rzeczypospolitej Obojga Narodów (I Rzeczpospolita) wieś do 1795 r. wchodziła w skład powiatu sandomierskiego w województwie sandomierskim.
Po III rozbiorze wieś znajdowała się najpierw (lata 1795–1803) w cyrkule sandomierskim w prowincji Nowa Galicja Cesarstwa Austriackiego, a następnie (lata (1803–1809) w cyrkule kieleckim.
W latach 1810–1815 wieś znajdowała się w zgromadzeniu gminnym w powiecie sandomierskim, departament radomski Księstwa Warszawskiego.
Po roku 1815 wieś dalej w składzie powiatu sandomierskiego w Obwodzie sandomierskim wchodziła w skład województwa sandomierskiego w Królestwie Polskim będącym w unii personalnej z Cesarstwem Rosyjskim.
W 1827 r. wieś liczyła 17 domów i 121 mórg.
Po reformie administracji Królestwa Polskiego w 1837 wieś wchodziła w skład nowo utworzonego Okręgu sandomierskiego w powiecie sandomierskim w guberni sandomierskiej.
Po kolejnej reformie w 1844 wieś znajdowała się w gminie Górki, następnie dalej w Okręgu sandomierskim w powiecie sandomierskim w nowej guberni radomskiej. Stan ten trwał do 1915 r.
W 1885 roku folwark Ułanowice obejmował 573 morgi, w tym: 346 mórg gruntów ornych i ogrodów, 51 mórg łąk, 44 morgi pastwisk, 116 mórg lasu, 16 mórg nieużytków. Składał się z 11 budynków drewnianych, w tym starego modrzewiowego dworu. W folwarku była również gorzelnia. Wieś Ułanowice zamieszkiwało 24 osadników gospodarujących na 132 morgach.
W okresie I wojny światowej po porażkach armii rosyjskiej, wieś w latach 1915–1918 znajdowała się na obszarze okupowanym przez Austro-Węgry zwanym Generalnym Gubernatorstwem Lubelskim.
Po odzyskaniu niepodległości w II Rzeczypospolitej wieś wchodziła w skład gminy Jurkowice w powiecie sandomierskim w województwie kieleckim. Według spisu z 1921 roku liczba ludności wynosiła:
- folwark Ułanowice – 5 domów i 109 mieszkańców, w tym 15 wyznania mojżeszowego,
- wieś Ułanowice – 22 domy i 171 mieszkańców[9].

Po przegranej kampanii wrześniowej w 1939 r. wieś w latach 1939–1944 znalazła się pod okupacją III Rzeszy w utworzonym Generalnym Gubernatorstwie w Dystrykcie radomskim w powiecie opatowskim. 1 marca 1943 wieś liczyła 331 mieszkańców.
W 1944 r. ostatni właściciel majątku Ułanowice, Stefan Chajęcki zostaje zmuszony do opuszczenia Ułanowic. Majątek przez nową władzę został rozparcelowany pomiędzy dawnych chłopów folwarcznych z majątku Ułanowice.
W czasie walk na przyczółku sandomiersko-baranowskim w 1944 r. wieś ucierpiała w znacznym stopniu. Spaleniu uległ dwór, gorzelnia, część folwarku oraz znaczna część wsi.
W PRL wieś, w składzie gminy Jurkowice, ponownie znalazła się w powiecie sandomierskim w województwie kieleckim. Reforma z 1954 r. umieściła ją w gromadzie Jurkowice. Po kolejnej reformie w 1973 r. znalazła się w gminie Klimontów, zaś w 1975 r. wraz z gminą Klimontów – w nowo utworzonym województwie tarnobrzeskim.
W III Rzeczypospolitej po kolejnej reformie w 1998 r. wieś wraz z gminą Klimontów jeszcze raz znalazła się w powiecie sandomierskim, w województwie świętokrzyskim.